# Tricyphona glacialis
Tricyphona (Tricyphona) glacialis là một loài ruồi trong họ Pediciidae. Chúng phân bố ở vùng sinh thái Nearctic.